# Вербівчицька сільська рада
Вербівчицька сільська рада — орган місцевого самоврядування у Бродівському районі Львівської області. Адміністративний центр — село Вербівчик.

## Загальні відомості
Вербівчицька сільська рада утворена в 1939 році.

## Населені пункти
Сільській раді підпорядковані населені пункти:
- с. Вербівчик
- с. Орихівчик
- с. Стиборівка

## Склад ради
Рада складається з 16 депутатів та голови.

### Керівний склад ради
| ПІБ                     | Основні відомості                                                 | Дата обрання | Дата звільнення |
| ----------------------- | ----------------------------------------------------------------- | ------------ | --------------- |
| Саква Василь Васильович | Сільський голова, 1972 року народження, освіта вища, безпартійний | 26.03.2006   | 31.10.2010      |
| Саква Василь Васильович | Сільський голова, 1972 року народження, освіта вища, безпартійний | 31.10.2010   |                 |

Примітка: таблиця складена за даними джерела